# Linda Pritchard
Linda Norrgård Pritchard, (Stockholm, 19 mei 1983), beter bekend als Linda Pritchard, is een Zweedse zangeres en professioneel danseres. Ze heeft onder anderen gewerkt met Magnus Uggla en Ace of Base. Ze deed mee aan Idol 2008 waar ze tot de kwalificatieronde kwam, maar waar ze vervolgens werd uitgeschakeld. Desondanks was ze wel een van de favorieten. Tijdens de zomer van 2009 deed Pritchard mee aan Allsång på Skansen als danseres voor Magnus Uggla en deed ze de choreografie voor Ace of Base.

## Melodifestivalen
Pritchard deed mee aan Melodifestivalen 2006 als back-upzangeres voor Velvet en aan Melodifestivalen 2008 als danseres. Tijdens Melodifestivalen 2010 deed ze zelf mee met het lied "You're Making Me Hot-Hot-Hot". Ze werd met het nummer vijfde in de halve finale die plaatsvond in Örnsköldsvik.
In 2011 deed ze weer mee en zong dit keer het lied "Alive".

## Discografie

### Singles
- 2009 - Fast Car
- 2009 - Staying Alive
- 2010 - You're Making Me Hot-Hot-Hot
- 2010 - Miracle
- 2011 - Alive
- 2011 - Wicked Game